# Euphorbia origanoides
Az Euphorbia origanodies, a zárvatermők (Magnoliophyta) törzsébe és kutyatejfélék (Euphorbiaceae) családjába tartozó növényfaj.

## Elterjedése
Kizárólag az Atlanti-óceáni Ascension-szigeten honos, eléggé kis területen. Emiatt a Természetvédelmi Világszövetség listáján kihalóban lévő fajként szerepel.